# Anomodon rotundatus
Anomodon rotundatus là một loài rêu trong họ Thuidiaceae. Loài này được Paris & Broth. mô tả khoa học đầu tiên năm 1909.